# Drepatelodes trilineata
Drepatelodes trilineata är en fjärilsart som beskrevs av Paul Dognin 1912. Drepatelodes trilineata ingår i släktet Drepatelodes och familjen silkesspinnare. Inga underarter finns listade i Catalogue of Life.